# Sobolewo (Kamtschatka)
Sobolewo (russisch Соболево) ist ein Dorf (selo) in der Region Kamtschatka (Russland) mit 1773 Einwohnern (Stand 14. Oktober 2010).

## Geographie
Der Ort liegt inmitten der Ebene, die den westlichen Teil der Halbinsel Kamtschatka einnimmt, am linken Ufer des Flusses Bolschaja Worowskaja gut 10 Kilometer oberhalb von dessen Mündung in das Ochotskische Meer und etwa 225 Kilometer Luftlinie nordwestlich des Regionsverwaltungszentrums Petropawlowsk-Kamtschatski.
Sobolewo ist Verwaltungszentrum des Rajons Sobolewski und einzige Ortschaft der Landgemeinde Sobolewskoje selskoje posselenije.

## Geschichte
Nach Berichten des Geographen Stepan Krascheninnikow aus der Mitte des 18. Jahrhunderts existierte an Stelle des Ortes bereits vor 1700 ein itelmenisches Dorf mit Namen Algu. Im Verlauf der zweiten Hälfte des 18. Jahrhunderts entwickelte sich der Ort zu einem der Schwerpunkte der russischen Besiedlung des Westteils der Halbinsel. Der Ort war zu verschiedenen Zeitpunkten unter den Namen Gyk, Worowskoje und Monomachowo bekannt, bis er schließlich 1922 den offiziellen Status Selo unter der heutigen Bezeichnung erhielt, abgeleitet von russisch sobol für Zobel.
In den 1920er- bis 1940er-Jahren entwickelten sich Sobolewo respektive die nahegelegenen Siedlungen an der Küste zu Zentren der Fischereiwirtschaft. Am 1. April 1946 wurde Sobolewo Verwaltungssitz eines nach ihm benannten, aus dem Ust-Bolscherezki rajon ausgegliederten Rajons.

## Bevölkerungsentwicklung
| Jahr | Einwohner |
| ---- | --------- |
| 1959 | 1272      |
| 1970 | 2097      |
| 1979 | 2448      |
| 1989 | 2922      |
| 2002 | 1893      |

Anmerkung: Volkszählungsdaten

## Sehenswürdigkeiten
Sobolewo ist Ausgangspunkt für den Besuch der Itschinskaja Sopka, des mit 3621 m höchsten Vulkans im Zentralteil der Halbinsel.

## Persönlichkeiten
- Igor Tajanowski (1936–2009), Dichter und Schriftsteller, geboren in Sobolewo

## Wirtschaft und Infrastruktur
Sobolewo ist nach wie vor Zentrum der Fischereiwirtschaft, nachdem es in den letzten Jahrzehnten mehrfach (Ende der 1950er-, ab Anfang der 1980er-Jahre) zu schwerwiegenden Krisen, aber seit etwa 2000 wieder zu einem vorsichtigen Aufschwung gekommen war. In der Umgebung des Ortes wird Landwirtschaft für die lokale Versorgung betrieben (Viehhaltung, Kartoffel- und Gemüseanbau). Seit Ende der 1960er-Jahre wurden im Gebiet die Erdgaslagerstätten Kschukskoje und (Nischne-)Kwaktschinskoje entdeckt, jedoch erst in den 1990er-Jahren mit deren Erschließung begonnen. Erstere versorgt seit 1999 über eine 57 km lange Pipeline Sobolewo mit Gas. Die Weiterführung der Leitung über insgesamt 392 km in die Regionshauptstadt Petropawlowsk-Kamtschatski wurde im September 2010 fertiggestellt.
Ein Anschluss von Sobolewo an das Straßennetz Kamtschatkas besteht nicht; der Ort ist auf dem Landweg nicht erreichbar. Kurze unbefestigte Straßen führen zum südwestlich an der Küste gelegenen Dorf Ustjewoje, wo sich ein Fischverarbeitungsbetrieb befindet, sowie zur ehemaligen, 1987 aufgegebenen Siedlung städtischen Typs Kirowski, nördlich der Mündung der Bolschaja Worowskaja ebenfalls an der Küste gelegen.
Sobolewo besitzt einen kleinen Flughafen (ICAO-Code UHPS), über den die Verbindung zum Regionszentrum aufrechterhalten wird.